# 950
Évszázadok: 9. század – 10. század – 11. század
Évtizedek: 900-as évek – 910-es évek – 920-as évek – 930-as évek – 940-es évek – 950-es évek – 960-as évek – 970-es évek – 980-as évek – 990-es évek – 1000-es évek
Évek: 945 – 946 – 947 – 948 –  949 – 950 – 951 – 952 – 953 – 954 – 955

## Események

### Európa
- Henrik bajor herceg betör a Magyar Fejedelemség területére és két kisebb győzelmet követően zsákmánnyal és foglyokkal tér haza. A 907-es pozsonyi csata óta először fordul elő, hogy idegen hadak járnak Magyarországon, ami egyúttal jelzi az erőviszonyok megfordulását.
- Ottó német király a csehek ellen indít hadjáratot és beszorítja Boleszláv fejedelem fiát egy várba. A fejedelem megpróbálja felmenteni az ostromlott várat, de belátja Ottó túlerejét és inkább meghódol. A 16 évnyi háborúskodás véget ér és a csehek ismét adót fizetnek a németeknek.
- 24 éves korában meghal II. Lothár itáliai király, feltehetően a hatalom tényleges birtokosa, Berengár ivreai őrgróf mérgeztette meg. Berengár ezt követően királlyá koronáztatja magát és tizenéves fiát, Adalbertet társuralkodóvá nevezi ki. Lothár özvegyét, a 19 éves Adelheidet hozzá akarja adni Adalberthez, a nő azonban Como várába menekül. Berengár elfogatja az özvegyet és négy hónapig Garda várában őrizetben tartja.
- Meghal Hywel Dda, a majdnem egész Walest uraló deheubarthi király. Országát három fia, Owain, Rhodri és Edwin felosztja egymás között.

### Abbászida Kalifátus
- Szajf al-Daula aleppói emír ismét betör a Bizánci Birodalomba, feldúlja Lükandosz és Kharszianon themákat, de visszatérőben León Phókasz egy hegyszorosban megtámadja és súlyos vereséget mér rá, az emír maga is alig tud megmenekülni.

### Óceánia
- Megalakul a Tongai Birodalom (hozzávetőleges időpont).

## Születések
- június 12. – Reizei, japán császár
- I. Bernhard, szász herceg
- Egbert, trieri érsek
- Vörös Erik, viking hajós, Grönland felfedezője
- Anderlechti Guidó, flamand szent
- Ibn Júnusz, egyiptomi csillagász és matematikus
- I. Lambert, leuveni gróf
- Notker Labeo, német szerzetes, az első európai, aki kommentárokat írt Arisztotelész munkáihoz
- I. Odó, blois-i gróf
- I. Ottó, karintiai herceg
- Sarolt, Géza magyar fejedelem felesége

## Halálozások
- november 22. – II. Lothár, itáliai király
- Al-Fárábi, muszlim filozófus
- Al-Káhir, abbászida kalifa
- Hywel Dda, deheubarthi király

## Fordítás
- Ez a szócikk részben vagy egészben  a(z)   950 című angol Wikipédia-szócikk ezen változatának fordításán alapul.  Az eredeti cikk szerkesztőit annak laptörténete sorolja fel. Ez a jelzés csupán a megfogalmazás eredetét és a szerzői jogokat jelzi, nem szolgál a cikkben szereplő információk forrásmegjelöléseként.